# Торопцев, Александр Петрович
Алекса́ндр Петро́вич То́ропцев (род. 1 мая 1949, Душанбе) — русский писатель, философ, публицист, член Союза писателей России, руководитель семинара по детской литературе в Государственном литературном институте им. А. М. Горького.
Специалист по художественной и научно-популярной литературе для детей, по мировой и отечественной истории. Автор нескольких десятков книг по мировой и отечественной истории для детей и взрослых, множества статей по проблемам детской и подростковой литературы, проблемам чтения школьников и молодежи. Проживает в Москве.

## Общие сведения
Первые произведения опубликованы в начале 90-х: в 1994 году в журнале «Пионер» — повесть «Ленька», в 1995 — цикл рассказов «Азовское море — Таганрогский залив».
С 1994 года стала издаваться «Книга битв», в которой историю человечества автор представляет через историю завоеваний — с XXX века до нашей эры до эпохи средневековья. Героями стали великие полководцы всех времен и народов.
В 1994 году экстерном окончил Литературный институт им. Горького.
В настоящее время ведет в Литературном институте семинар по детской и юношеской литературе.
До февраля 2009 года — вместе со своим учителем, поэтом Р. С. Сефом.
Также ведет семинар при Московской городской писательской организации, ранее — при Центральном доме литераторов.
В творческом багаже книги по истории земного шара, по истории Руси, прозаические и философские произведения.

## Произведения
- «Мировая история крепостей и замков», М., Эксмо, 2008, ISBN 978-5-699-21750-2
- «Первая мировая война», М., Росмэн, 2000, ISBN 5-257-00893-9
- «Киевская Русь. Исторические рассказы», М., Росмэн, 2000, ISBN 5-257-00900-5, 5-353-000, 5-353-00035-8
- «1000 Великих битв. С древнейших времен до XI века»
- «1000 Великих битв. XI — начало XX века»
- «1000 вопросов о Москве»
- «1000 великих воинов»
- "Древний мир. V тысячелетие — IV век до н. э. Книга для чтения по школьному курсу «Всеобщая история»
- «Древний мир. IV век до н. э. — V век н. э. Книга для чтения по школьному курсу „Всеобщая история“»
- «Мировая история войн. Энциклопедия», М., Эксмо, 2006, ISBN 5-699-13422-0
- «Рюриковичи. Становление династии», Олма-Пресс, 2007, ISBN 5-373-00681-5
- «Рюриковичи. От Ивана Калиты до Ивана Грозного», ОлмаМедиаГрупп, 2007, ISBN 5-373-00636-X
- «Романовы. Начало великой империи», ОлмаМедиаГрупп, 2007, ISBN 978-5-373-00721-4
- «Романовы. Расцвет и падение дома Романовых», ОлмаМедиаГрупп, 2007, ISBN 5-373-00830-3
- «Победители: История Великой Отечественной войны 1941—1945 годов», 2005, ISBN 5-91017-009-0
- «История Московской земли», М., Эксмо, 2007, ISBN 978-5-699-20648-3
- «Святой Георгий Победоносец», 2005, ISBN 5-91017-013-9
- «Что мы знаем о Москве», Олма-Пресс, 2006, ISBN 5-224-05400-1
- «Царский дом Рюриковичей», ОлмаМедиаГрупп, 2008, ISBN 978-5-373-01582-0
- «Словарь исторических терминов», М., Росмэн, 2002, ISBN 5-353-00411-6
- «Бросок на Альбион», Терра, 1996, ISBN 5-300-00829-X
- «Сто лет (некоторые события XI в.)», Терра, 1996, ISBN 5-300-00829-X
- «Хроника Альбиона», Терра, 1996, ISBN 5-300-00829-X
- «Квадратик неба синего» (книга прозы) — и другие.

## Премии и награды
- «Почетный диплом 1-й степени „Золотое перо Московии“ 2003 года» Московской областной организации Союза писателей России (За книгу «Киевская Русь»),
- «Международная премия им. М. В. Ломоносова Международной Лиги развития науки и образования» (За книгу «Мировая история войн»),
- Медаль маршала Неделина Министерства Обороны РФ,
- Медаль «200 лет Министерству обороны»,
- «Всероссийская литературная премия имени генералиссимуса Суворова» (За книгу «Мировая история войн»),
- «Вторая премия Международного конкурса детской и юношеской художественной литературы им. А. Н. Толстого за сборник рассказов и повестей».